# Castanotherium fulvicorne
Castanotherium fulvicorne är en mångfotingart som beskrevs av Pocock 1895. Castanotherium fulvicorne ingår i släktet Castanotherium och familjen Zephroniidae. Inga underarter finns listade i Catalogue of Life.